# Église Saint-Étienne de Bouconvillers
L'église Saint-Étienne est une église catholique située à Bouconvillers, en France. C'est l'unique église du Vexin français à posséder un clocher roman carré au premier étage et octogonal au second étage, coiffé d'une flèche en pierre. Le croisillon nord et l'archivolte du portail sont également romans, ainsi que les murs de la nef, qui a toutefois perdu toute son authenticité avec une restauration de 1877/1878. Elle ne possède plus aucune baie d'origine, et est désormais recouverte de voûtes d'ogives néogothiques. Les autres parties de l'église sont dans le même cas, et des deux chapelles latérales gothiques, tout ce qui subsiste d'origine sont trois baies (deux à l'est et une au sud). Le chœur, le clocher et le portail roman sont inscrits monument historique par arrêté du 18 mars 1927. Elle est affiliée à la paroisse Saint-François-d'Assise du Vexin.

## Localisation
L'église est située dans le département français de l'Oise, sur la commune de Bouconvillers, au nord-ouest du carrefour rue Robert-Roussey (RD 536) / rue de la Mare de la Ville. La façade occidentale donne sur une cour de ferme, et la façade septentrionale ainsi qu'une partie du mur méridional de la nef sont dissimulés derrière des bâtiments de cette même ferme. La façade orientale et la plus grande partie de la façade méridionale donnent sur une petite place publique et sur le carrefour.

## Historique

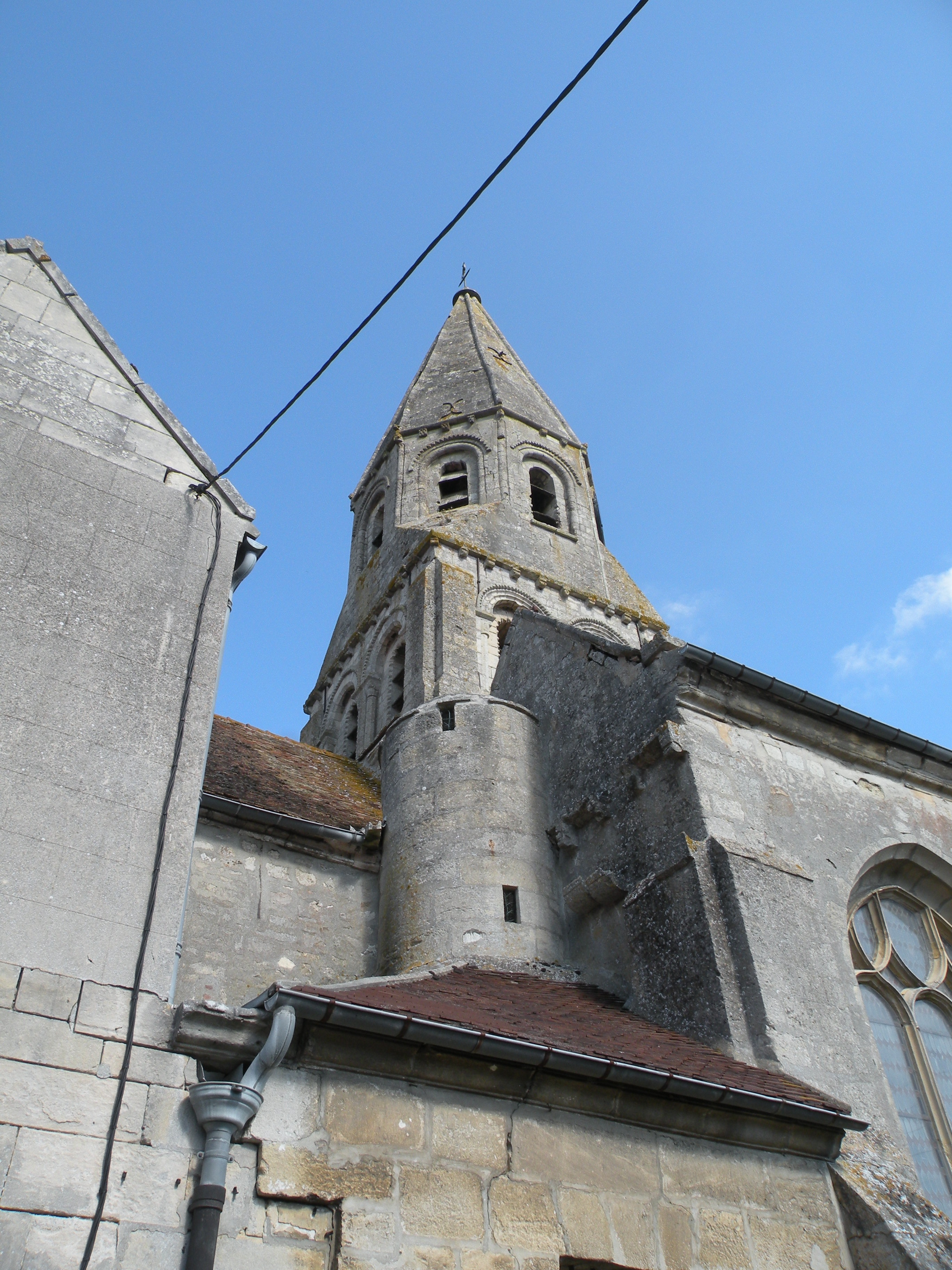
Vue du clocher depuis le sud.

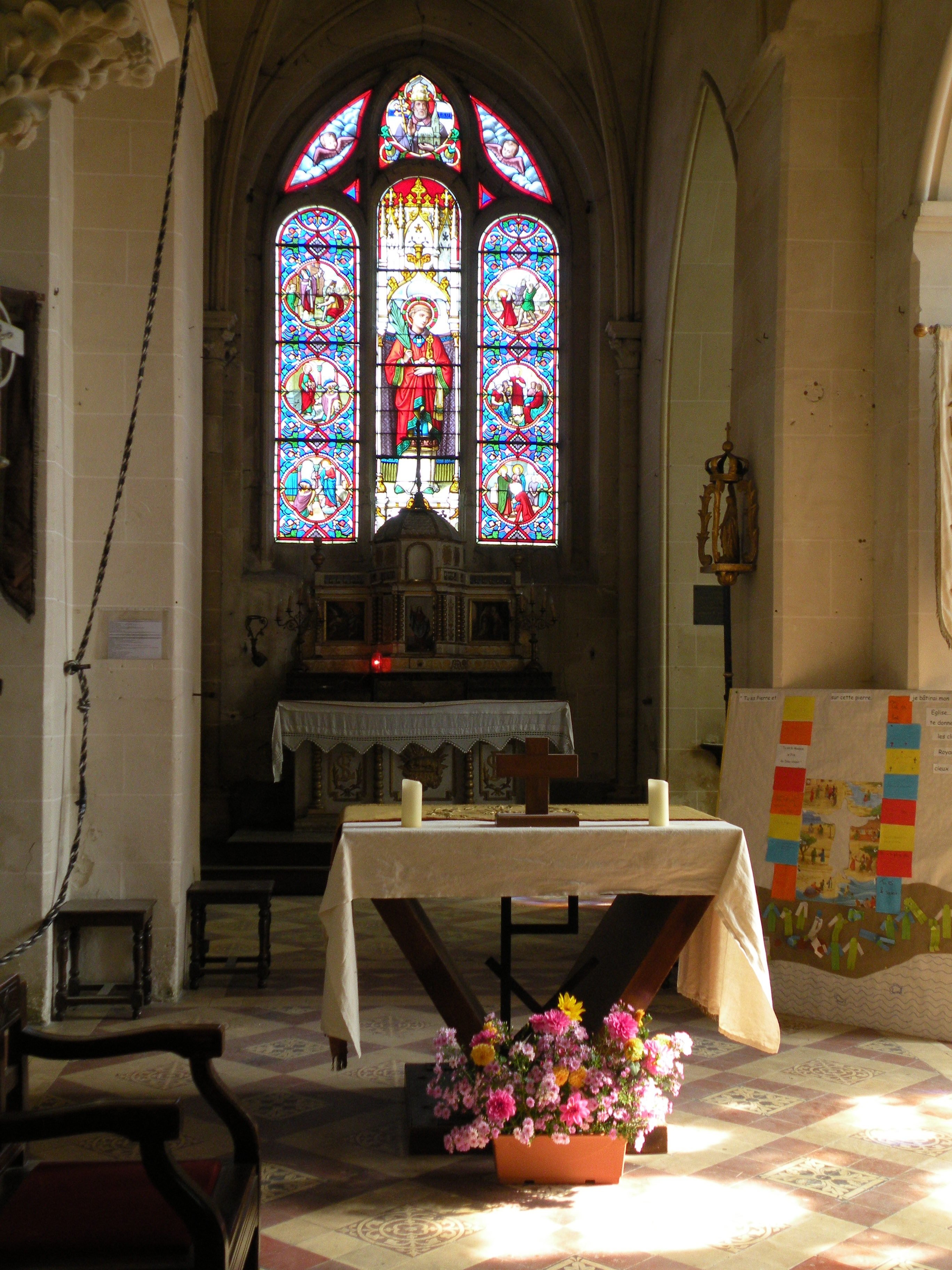
Intérieur du chœur.

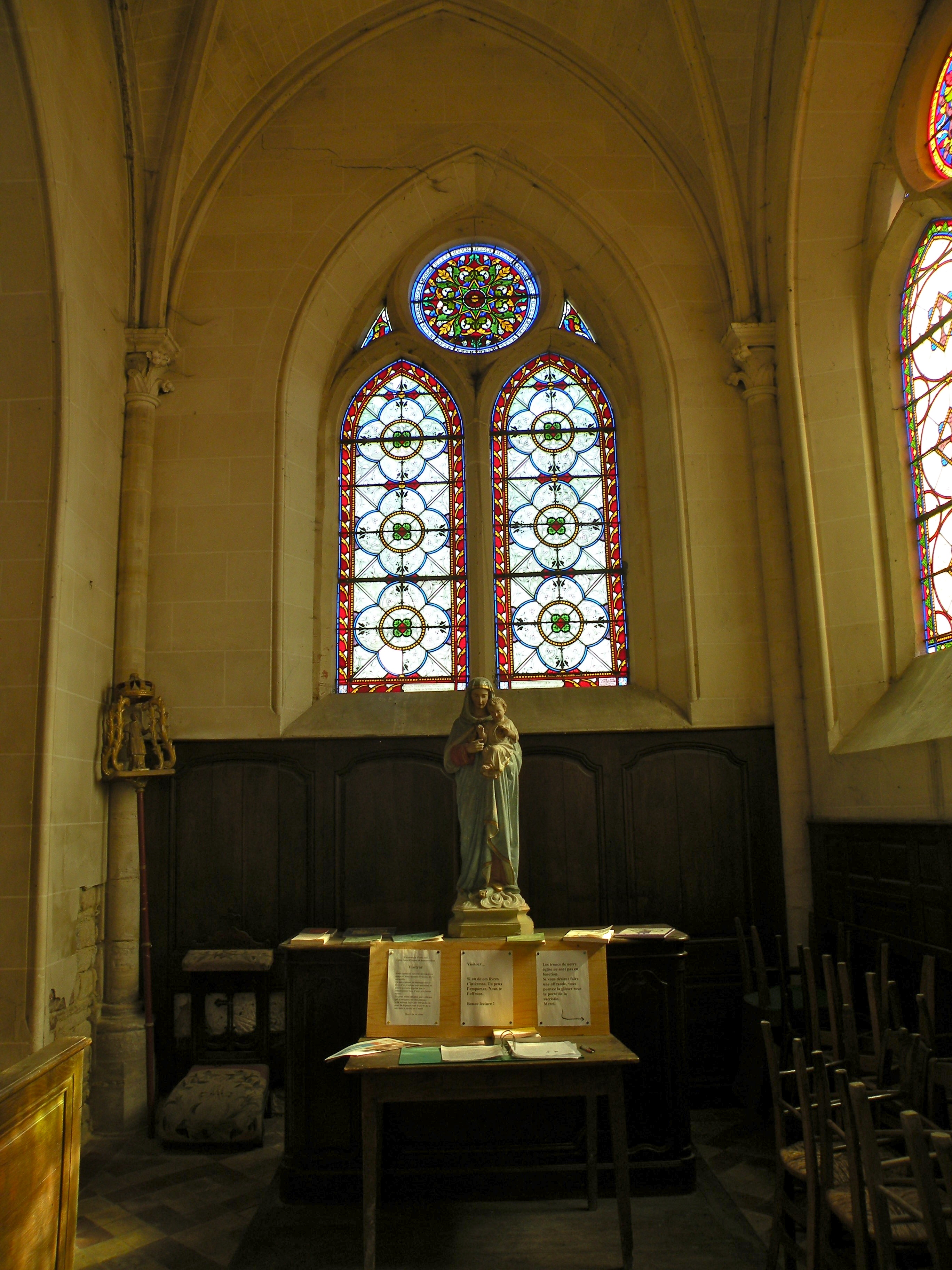
Chapelle latérale sud, dédiée à Notre-Dame des Neiges.

Sous tout l'Ancien Régime, la paroisse de Bouconvillers fait partie de l'archidiocèse de Rouen, de l'archidiaconé du Vexin français et du doyenné de Magny-en-Vexin. L'église est mentionnée pour la première fois en 1141, lorsque Hugues III d'Amiens, archevêque de Rouen, confirme à l'abbaye Notre-Dame du Bec qu'elle possède bien cette église. C'est sans doute pour cette raison que le portail roman de la nef est daté de 1141 par Pierre Coquelle, les églises étant souvent données aux abbayes par les seigneurs locaux avant leur achèvement complet. Le croisillon nord et la nef remontent à la même période, bien que le caractère roman de la nef se soit entièrement perdu et toutes les fenêtres d'origine aient été bouchées. Le clocher carré jusqu'au premier étage et octogonal ensuite a dû être construit en dernier lieu, peu de temps après le transept. Pierre Coquelle fait remarquer que ce clocher est une copie exacte des deux étages supérieurs de la tour ouest de la collégiale Notre-Dame de Poissy. L'église primitive est de plan cruciforme simple et se compose uniquement d'une nef sans bas-côtés, d'un transept et d'un chœur au chevet plat.
Vers l'an 1300 environ, une chapelle latérale est ajoutée au nord du chœur, mais elle garde uniquement la fenêtre du chevet de cette époque. Environ un siècle plus tard, une autre chapelle latérale est ajoutée au sud du chœur, construite encore dans le style du XIVe siècle. Elle est dédiée à « Notre-Dame des Neiges » et sert de chapelle seigneuriale. Ensuite, d'importants remaniements sont entrepris au XVIe siècle, avec notamment une reconstruction du croisillon sud avec remplacement de la voûte en berceau par une voûte sur croisée d'ogives et le remplacement de la fenêtre romane par une grande baie flamboyante ; le remplacement de la fenêtres du chœur et celle au nord de la chapelle septentrionale par des baies du même type ; le revoûtement du chœur ; le remplacement de l'arc triomphal plein cintre par un arc-doubleau en tiers-point ; la construction d'une sacristie entre ce croisillon et la nef ; et la construction de deux dégagements voûtés en berceau reliant la nef aux croisillons. Avec sa voûte en berceau romane, le chœur perd ainsi son dernier élément roman, exception faite peut-être d'une partie du mur du chevet, les murs latéraux primitifs s'étant déjà perdus avec la construction des chapelles. La sacristie masque la tourelle d'escalier du clocher,.
En 1877/78, l'église est restaurée d'une façon très radicale qui lui fait perdre la plus grande partie de son authenticité. La nef, jusque-là recouverte d'un plafond lambrissé, est divisée en six étroites travées et reçoit des voûtes d'ogives imitant le style du XIIIe siècle. Elles paraissent réussies au premier regard, mais présentent de nombreuses incorrections. Sans motif apparent, les deux chapelles, le chœur et le croisillon sud (ces deux derniers déjà revoûtés au XVIe siècle) reçoivent des voûtes de la même facture que celles de la nef, et des faisceaux de colonnes sont disposés aux angles. Toutes les traces des dispositions d'origine sont ainsi effacées. Cette restauration maladroite est financée par la comtesse des Courtils, née de Ganay, comme en témoigne une plaque en marbre noir posée sur l'un des piliers du chœur,. Par arrêté du 18 mars 1927, le chœur (et non le croisillon nord préservé des remaniements !), le clocher et le portail roman de la nef sont inscrits au titre des monuments historiques.
L'abbaye du Bec possédait un prieuré à Bouconvillers. Il état contingü à l'église et dédié à saint Michel. La ferme actuelle est issue de la transformation de ce prieuré, et porte d'ailleurs le nom de ferme du Prieuré.

## Description
Orientée sud-nord-ouest - nord-sud-est, l'église Saint-Étienne se compose d'une nef recouverte de six étroites voûtes d'ogives, précédée par un porche devant la façade sud comportant une salle de catchéchisme à l'étage ; d'un transept de deux bras inégaux ; d'un clocher central se dressant au-dessus de la croisée du transept ; d'une sacristie entre le croisillon sud et le porche ; d'un chœur d'une travée au chevet plat, et de deux chapelles latérales de dimensions identiques que le chœur. Sous le porche sans caractère, se cache le portail roman d'origine. Il n'y a pas de façade occidentale à proprement parler, étant donné que le mur correspondant donne sur une cour privée. Il est percé d'une rosace moderne. Même le mur méridional de la nef, la seule donnant sur l'espace public, est obstrué par un bâtiment agricole, le porche et la sacristie, laissant seulement la place à une baie plein cintre moderne au-dessus de la sacristie. Seulement le mur méridional du croisillon sud, la chapelle sud, le chevet et la chapelle nord sont entièrement dégagés. Depuis un  remaniement de 1872, ces parties sont recouvertes par trois toits en bâtière parallèles avec pignons donnant sur l'est, ce qui a permis de dégager la vue sur le clocher. Le croisillon nord conserve toutefois un mur pignon donnant sur le nord,.

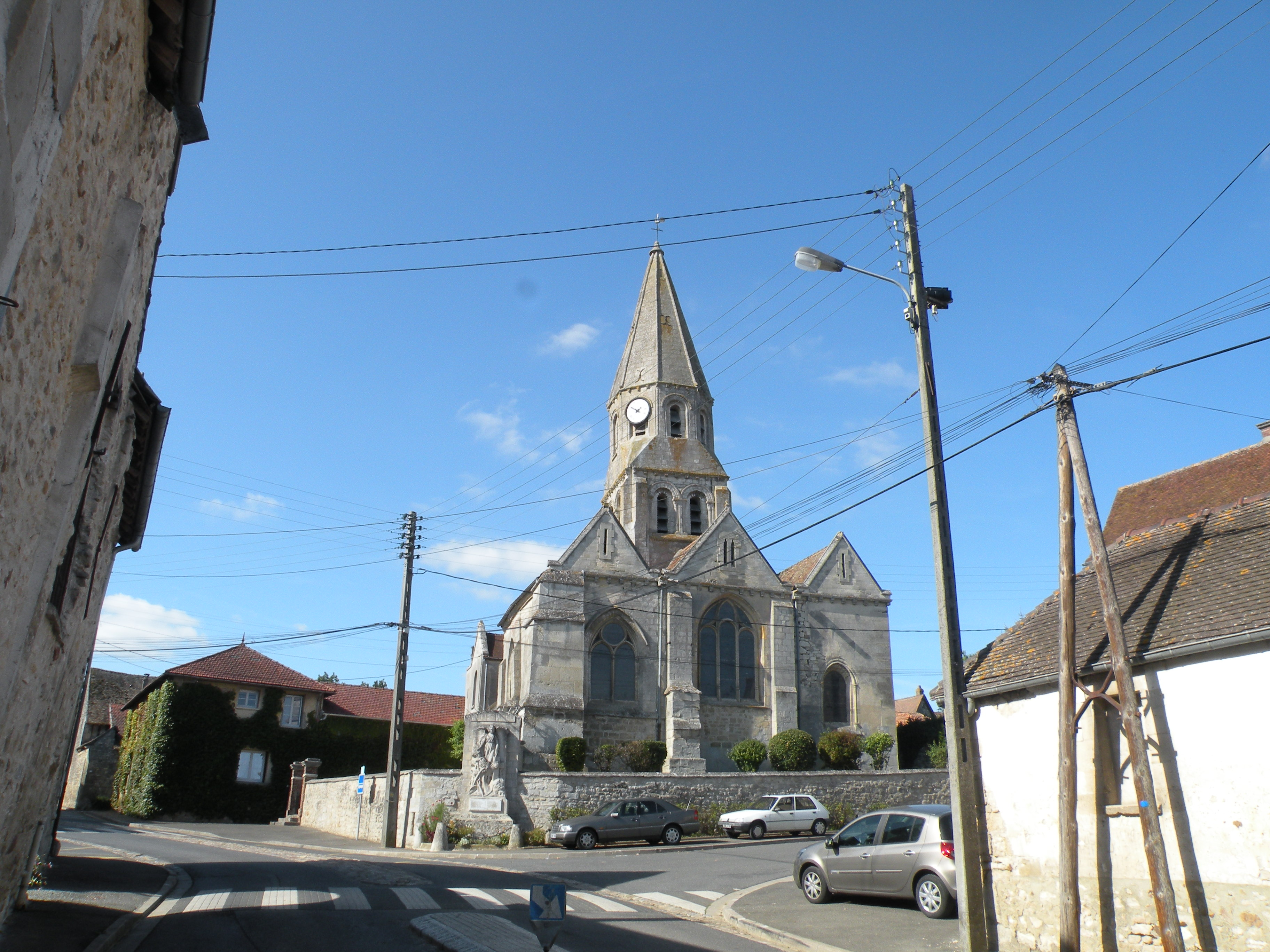
Vue sur l'église depuis l'est.

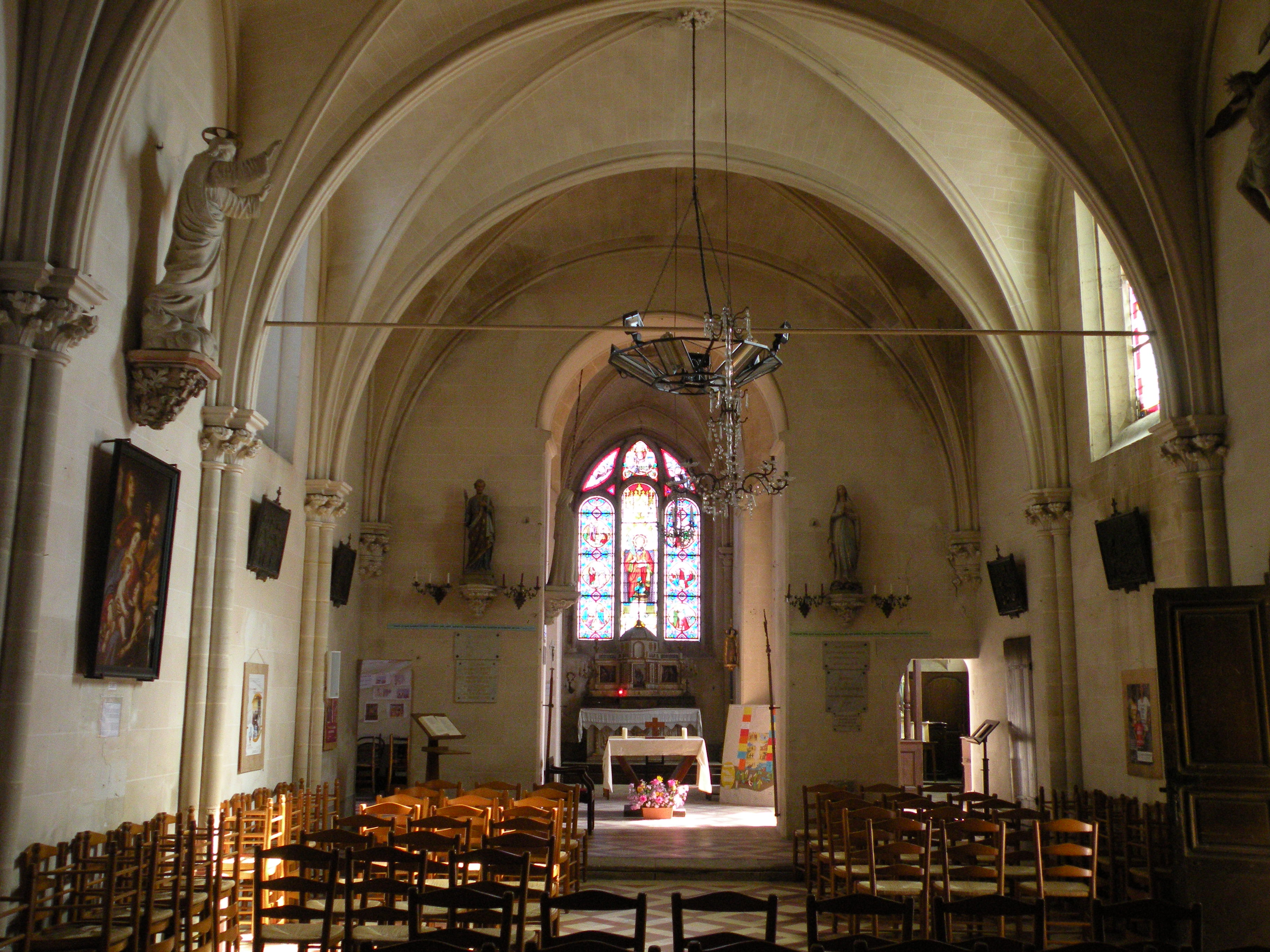
Intérieur de la nef, vue en direction du chevet.

L'élément le plus intéressant de l'église est sans conteste son clocher roman à deux étages. Le Vexin français ne compte que quatre autres clochers octogonaux (églises Saint-Denis de Brueil-en-Vexin, Saint-Pierre-ès-Liens de Condécourt, Notre-Dame de Jambville et Saint-Martin de Lierville), sans compter les clochetons et tourelles d'escalier. Bouconvillers est toutefois le seul parmi ces clochers où la transition du plan carré vers le plan octogonal s'opère au début du second étage, grâce à des glacis. Cette transition, qui se fait normalement au niveau des combles, n'est pas des plus réussies esthétiquement. La base du clocher reste voûtée en berceau, à l'instar du croisillon nord (et jusqu'au XVIe siècle, aussi le croisillon sud et le chœur). Elle est constituée de quatre piliers carrés sans ornementation, entre lesquels s'ouvrent des arcades plein cintre vers la nef et des croisillons ; l'arc triomphal ayant été refait comme déjà indiqué. Le premier étage mesure 3,40 m de large dans l'œuvre, et il est épaulé à chaque angle par deux contreforts plats. Chaque face est percée de deux baies plein cintre s'ouvrant sous des archivoltes cantonnées de colonnettes à chapiteaux. Les baies sont entourées de cordons de pointes-de-diamant, et les archivoltes d'une frise de dents de scie. Les chapiteaux sont d'une sculpture assez sommaire, et la plupart ne présentent qu'une simple volute. Une corniche de modillons termine ce premier étage. Le second étage est du même diamètre que le premier, sauf que les pans sont coupés. Les huit faces de largeur égale représentent donc environ la moitié de la largeur des faces du premier étage, et ne sont donc ajourées que d'une unique baie chacune. Ces baies sont entourés d'un tore et surmontées d'un cordon en dents de scie. Des tores engagées ornent les angles et se poursuivent sur la flèche en pierre. Entre le second étage et la flèche, l'on trouve encore une corniche de modillons. Au sommet, le clocher atteint la hauteur de 37 m,,.
Sous le porche, le portail s'ouvre sous la double archivolte romane. Chacun des deux rangs de claveaux est agrémenté d'une double rangée de bâtons brisés. Les chapiteaux ont malheureusement été bétonnés, et les colonnes ont entièrement disparu. Le croisillon nord conserve à peu près son aspect du second quart du XIIe siècle. Il est voûté en berceau perpendiculairement à la croisée du transept, et éclairé au nord par une baie romane de dimension moyenne. Elle est surmontée par un cordon de billettes qui se continue à la hauteur des impostes et marque la limite supérieure des contreforts plats aux angles. Un deuxième cordon de billettes couronne les murs à la hauteur de la naissance du toit. Le chœur et le croisillon sud conservent également les contreforts plats d'origine, mais ils ont été renforcés à leurs bases. Au-dessus de la sacristie, le vestige d'un cordon de billettes reste visible. Le caractère roman du chœur et du croisillon sud s'est toutefois perdu avec le percement des grandes baies en tiers-point au remplage flamboyant tardif, constituée de deux arcades plein cintre surmontées par des accolades. Une baie identique éclaire la chapelle septentrionale depuis le nord, mais cette chapelle garde au moins dans son chevet une fenêtre en tiers-point à lancette simple de la fin du XIIIe siècle ou du début XIVe siècle. Les deux fenêtres de la chapelle sud sont également d'origine, et leur remplage se compose de deux lancettes surmontées par un oculus. À la suite du revoûtement des années 1877/78, l'intérieur a cependant perdu tout son intérêt architectural ; toutes les voûtes, nervures et colonnes en place datant de cette reconstruction,. L'église ne possède aucun chapiteau à l'intérieur.

## Mobilier
Trois éléments du mobilier proprement dit de l'église sont classés monument historique au titre objet en 1912.
Les fonts baptismaux et le bénitier proviennent du début XVe siècle. La cuve baptismale à infusion est de forme ovale et taillée dans un bloc de pierre monolithe. Elle est subdivisée à l'intérieur en deux bassins revêtus de plomb. Le décor est constitué d'un rinceau de feuilles de chêne ou de chou. Le bénitier est constitué d'une cuve monolithe octogonale revêtue de plomb. Il s'est fendu puis a été posé sur un culot moderne. Une ornementation en relief représente des feuilles de vigne et des grappes de raisin,,.
Le troisième objet classé est un tableau peint à l'huile sur toile attribué à Claude Vignon et daté du second quart du XVIIe siècle. Il reste toutefois des doutes s'il n'aurait pas été peint par l'un de ses dix fils. Ayant comme sujet la Sainte Famille, le tableau mesure 92 cm de large pour 130 cm de haut et a longtemps été accroché au-dessus de la chaire à prêcher,. Il a été restauré par le service des Monuments historiques et déposé au Musée départemental de l'Oise, où il fait partie de l'exposition permanente.
Avant la Révolution française, l'église possédait trois cloches, dont une seule n'a pas été fondue. Elle date de 1556 et mesure 110 cm de diamètre. Son seul décor est constitué d'une petite fleur de lys et d'une inscription en caractères gothiques assez frustes. La cloche a été classée en 1912.
Une dalle commémorative sur le mur occidental de la nef est également classée depuis 1912. Elle est gravée d'un long texte en rapport avec une fondation de messes par Jean Begeault, religieux de l'abbaye du Bec et prieur du prieuré Saint-Michel de Bouconvillers. Aucune date n'est mentionnée, mais l'on suppose que la dalle daterait de 1570 environ,.

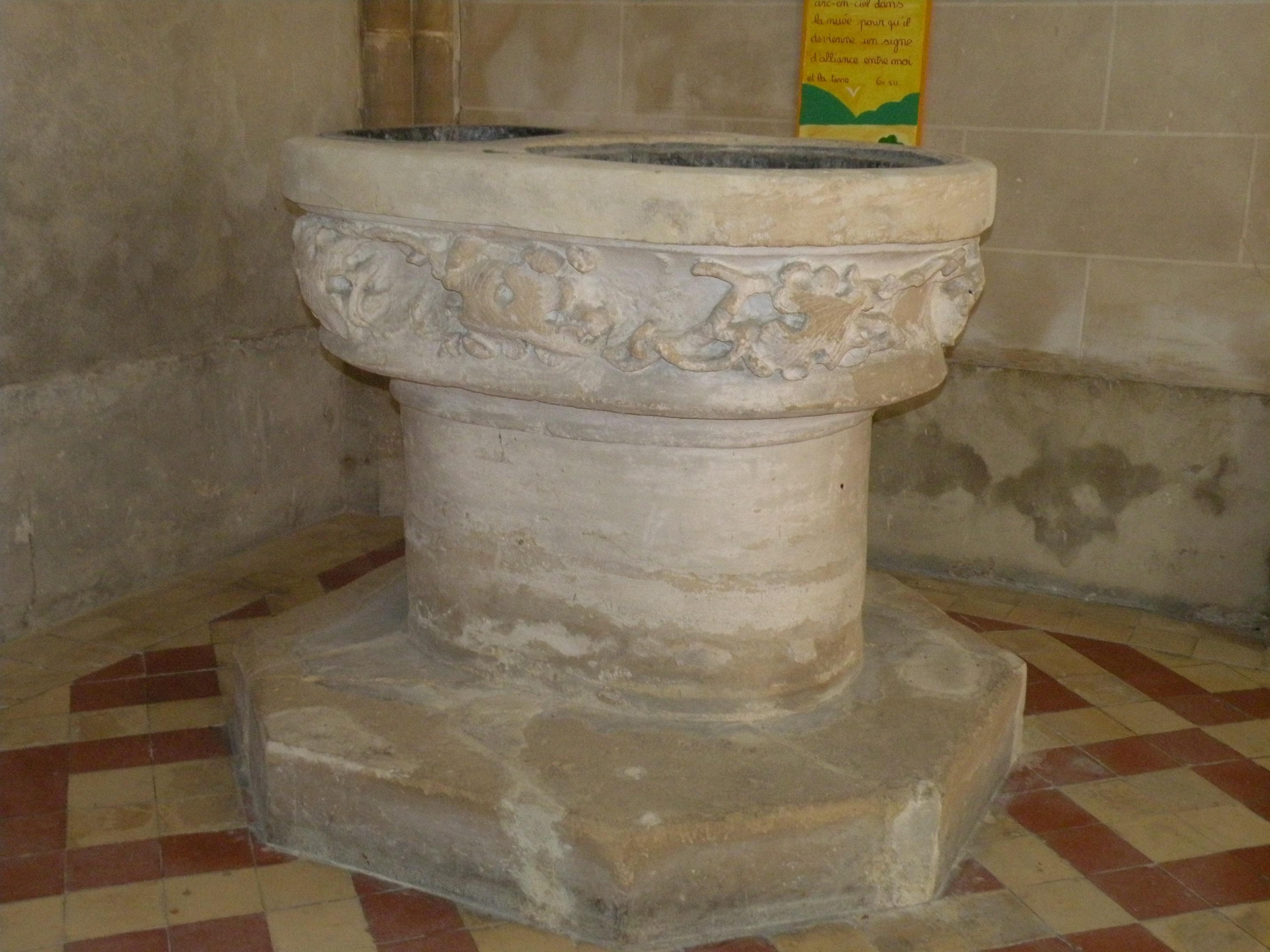
Cuve baptismale à infusion.
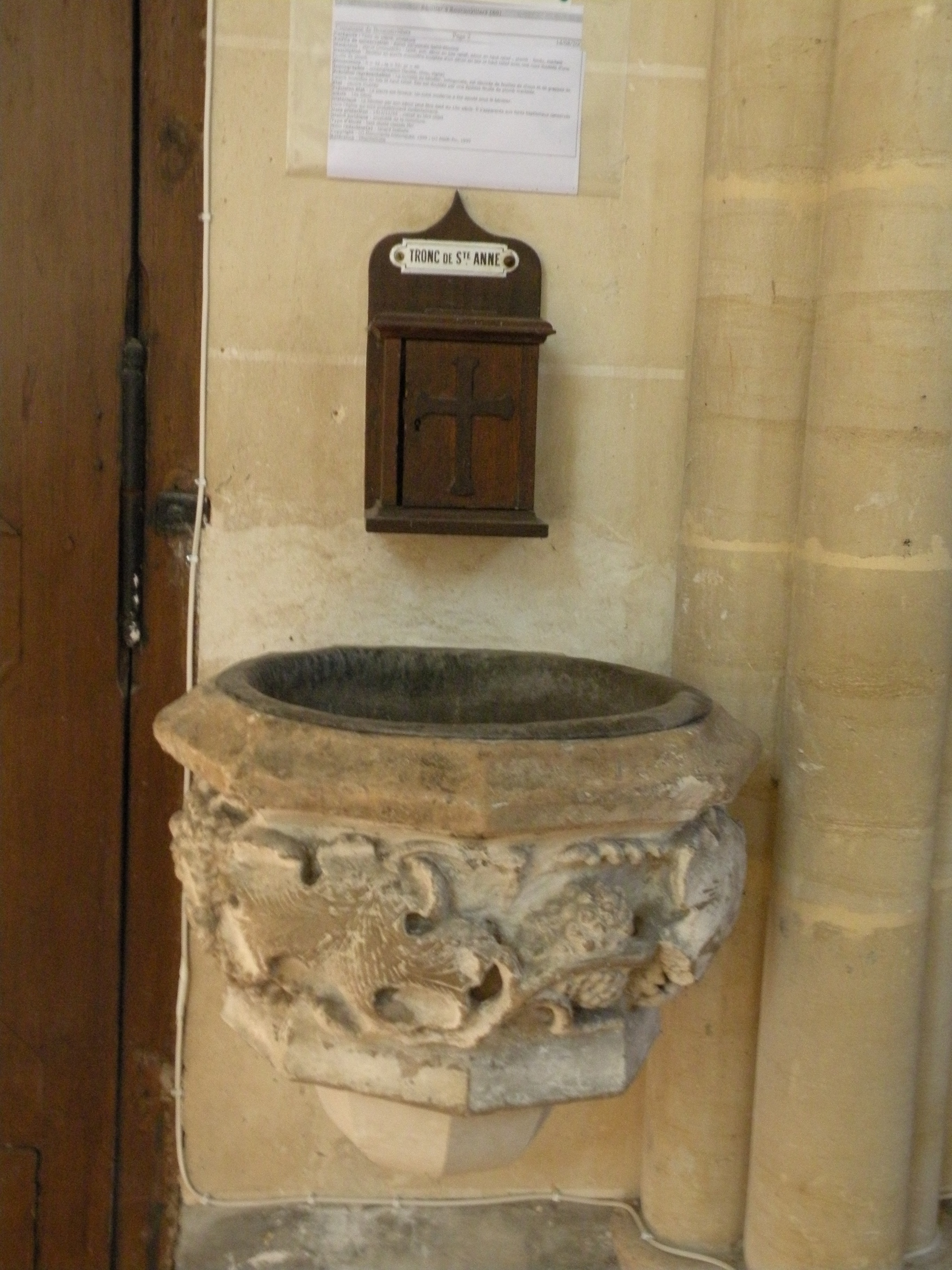
Bénitier.
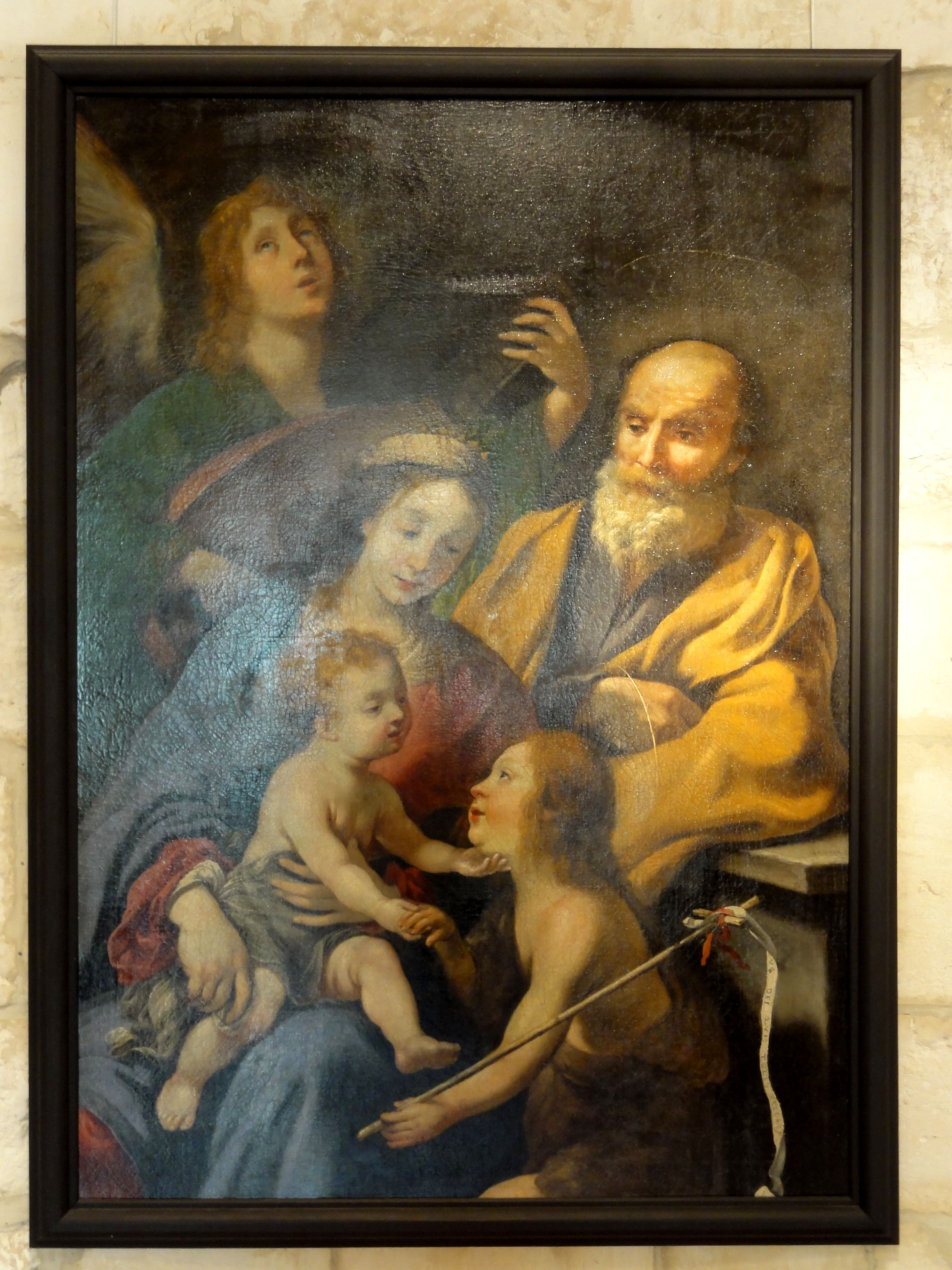
La Sainte-Famille.